# فلسطين في الألعاب البارالمبية الصيفية 2012

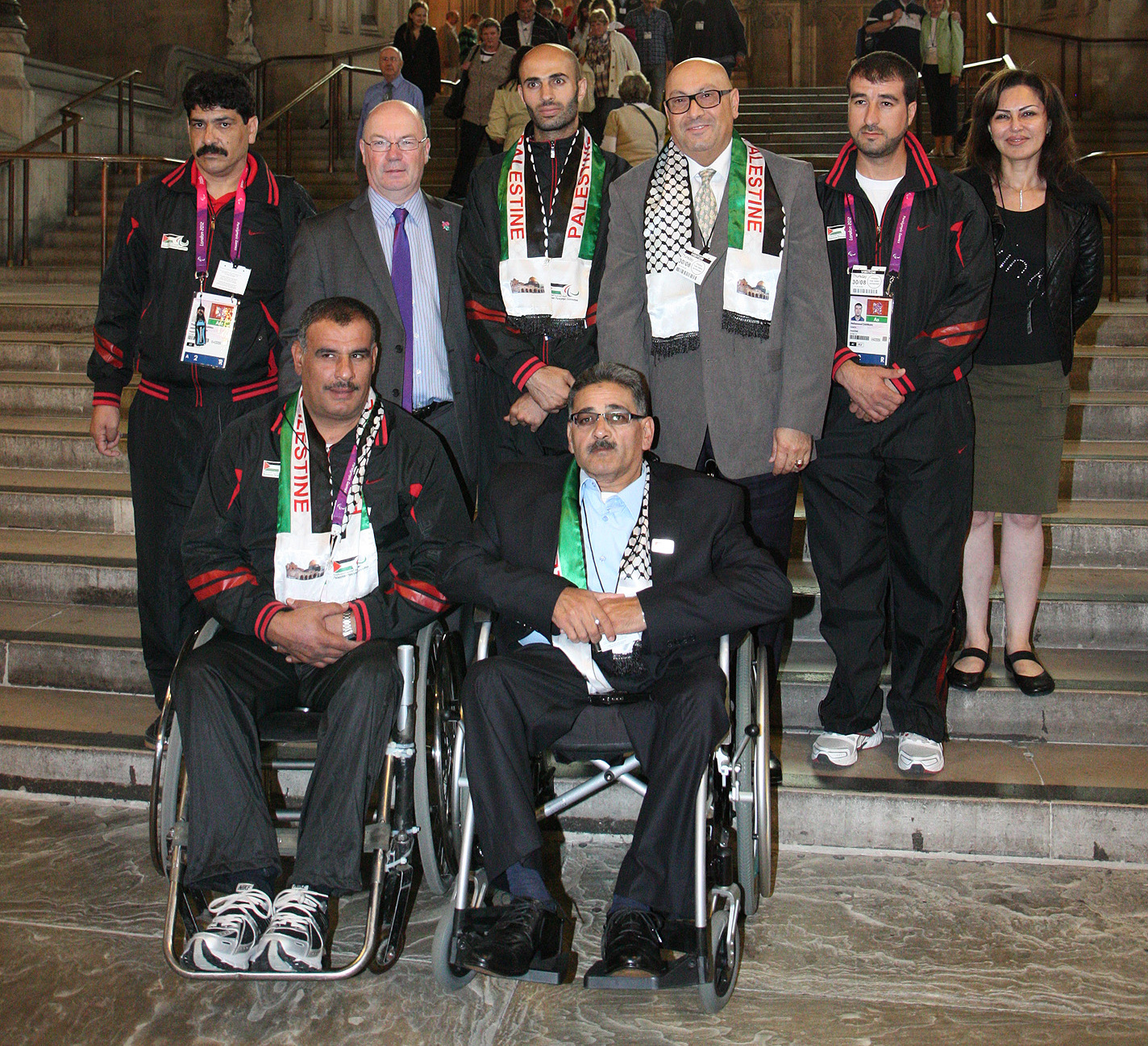
وزير الخارجية البريطاني أليستر بيرت مع الوفد الفلسطيني في الألعاب البارالمبية.

نافست فلسطين في دورة الألعاب البارالمبية الصيفية 2012 المنعقدة في لندن، المملكة المتحدة من 29 أغسطس - 9 سبتمبر 2012. حيث أرسلت اللجنة البارالمبية الفلسطينية لاعبين، حيث شاركت بعدة منافسات. ولم تفز بأي ميدالية.

## الرياضات

### ألعاب القوى

#### رجال - سباقات المضمار والميدان
| اللاعب     | صورة              | الصف | المنافسة          | الدور الأول | الدور الأول | الدور النهائي | الدور النهائي |
| اللاعب     | صورة              | الصف | المنافسة          | الزمن       | المركز      | الزمن         | المركز        |
| ---------- | ----------------- | ---- | ----------------- | ----------- | ----------- | ------------- | ------------- |
| محمد فنونة |                   | T13  | سباق رجال 100 متر | 11.88       | 7           | لم يتأهل      | لم يتأهل      |
| محمد فنونة | سباق رجال 200 متر | T13  | 24.00             | 5           | لم يتأهل    | لم يتأهل      |               |

| اللاعب     | صورة             | المنافسة         | Distance | النقاط | الترتيب |
| ---------- | ---------------- | ---------------- | -------- | ------ | ------- |
| محمد فنونة |                  | قفز طويل F13     | 5.93     | غ/م    | 9       |
| محمد فنونة | رمي الرمح F12-13 | 40.59            | غ/م      | 11     |         |
| خميس زقوت  |                  | دفع الثقل F54-56 | 11.30    | 969    | 4       |
| خميس زقوت  | رمي القرص F54-56 | 29.41            | 751      | 12     |         |
| خميس زقوت  | رمي الرمح F54-56 | 22.39            | غ/م      | 11     |         |